# Irrigazione per nebulizzazione
Il sistema di irrigazione per nebulizzazione è uno dei sistemi di irrigazione a gravità (insieme al sistema per sommersione, irrigazione per scorrimento, e al sistema per infiltrazione laterale). È adatta per i tipi di terreno sia in pendenza che in piano e avviene per mezzo di irrigatori di piccole dimensioni che attuano il processo di nebulizzazione dell'acqua: l'acqua fuoriesce dalla piccola cavità dell'irrigatore misurabile in millimetri e decimi di millimetri ad una pressione costante che varia solitamente da 1,5 a 3 atmosfere; il getto urta la superficie piana del rompigetto dell'irrigatore e la nebulizza.
Questo metodo viene utilizzato anche per simulare la pioviggine che a sua volta è utile per le piante che vengono completamente ricoperte di acqua. Con questo sistema di irrigazione aerea si praticano anche la fertirrigazione e la lotta contro gli insetti dannosi, ma sono vivamente sconsigliati perché la temperatura esterna può salire di tanto in tanto e l'acqua depositata nei fori di irrigazione evapora ostruendo i fori con gli elementi cristallizzati e rendendo difficile il faticoso spaglio di acqua.

## Vantaggi del sistema per nebulizzazione
È un sistema che oltre all'irrigazione del campo e della coltura aumenta il tasso di umidità diminuendo anche la temperatura della zona circostante. Raggiunge non solo il terreno ma si disperde all'interno del suo raggio d'azione anche sulle piante sulle foglie e sugli eventuali frutti.

## Svantaggi del sistema per nebulizzazione
Tale sistema crea un'enorme dispersione d'acqua, di cui la maggior parte finisce nel sottosuolo senza aver raggiunto il vero scopo o addirittura, nel caso dell'agricoltura, alimenta solamente la crescita di erbacce.